# Chapelle Saint-Maudé de La Croix-Helléan
La Chapelle Saint-Maudé  est située  au lieu-dit «Saint-Maudé», à La Croix-Helléan dans le Morbihan.

## Historique
La chapelle fait l’objet d’une inscription au titre des monuments historiques depuis le 24 avril 1925.
Saint Maudéest un abbé d'origine irlandaise né au VIe siècle.
La chapelle Saint-Maudé a été édifiée à l'emplacement où furent enterrés trois chevaliers tués au Combat des Trente : après la bataille, Jean IV de Beaumanoir aurait fait enterrer les corps de trois Bretons tués lors du combat à cet endroit. En 1431 un paroissien de Guillac, Eonnet Lucas, aurait fait ériger la chapelle, dédiée à saint Maudé et saint Sébastien, avec le soutien du duc Jean V, d'Alain IX de Rohan et de la famille Quélen du Broutay.

## Architecture
Une rose rayonnante s'ouvre au-dessus du portail de l'entrée ouest.
Le portail est composé de deux baies séparées par un trumeau.
Un bénitier est présent sous un tympan plein.
Les sablières sculptées sont ornées d'écussons aux armes de Rohan, de Bretagne et de France.
Le chœur est ornementé de deux piscines à accolade décorée.

## Mobilier
Le mobilier se compose de statues en bois polychrome et d'une petite chaire à panneaux du XVIIe siècle.
Les vitraux contemporains ont été réalisés par Olivier Debré (1997).

## Galerie

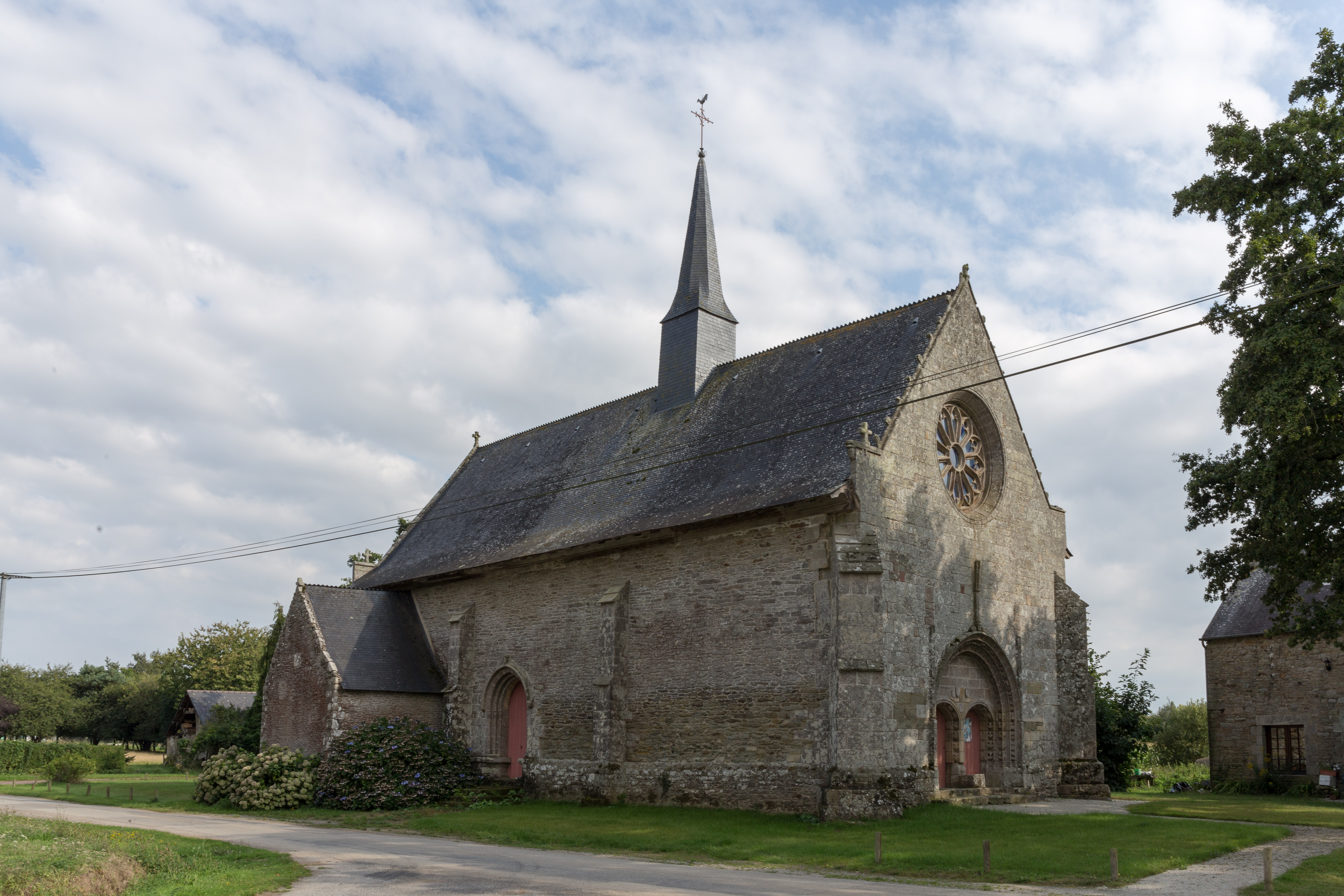
vue  nord
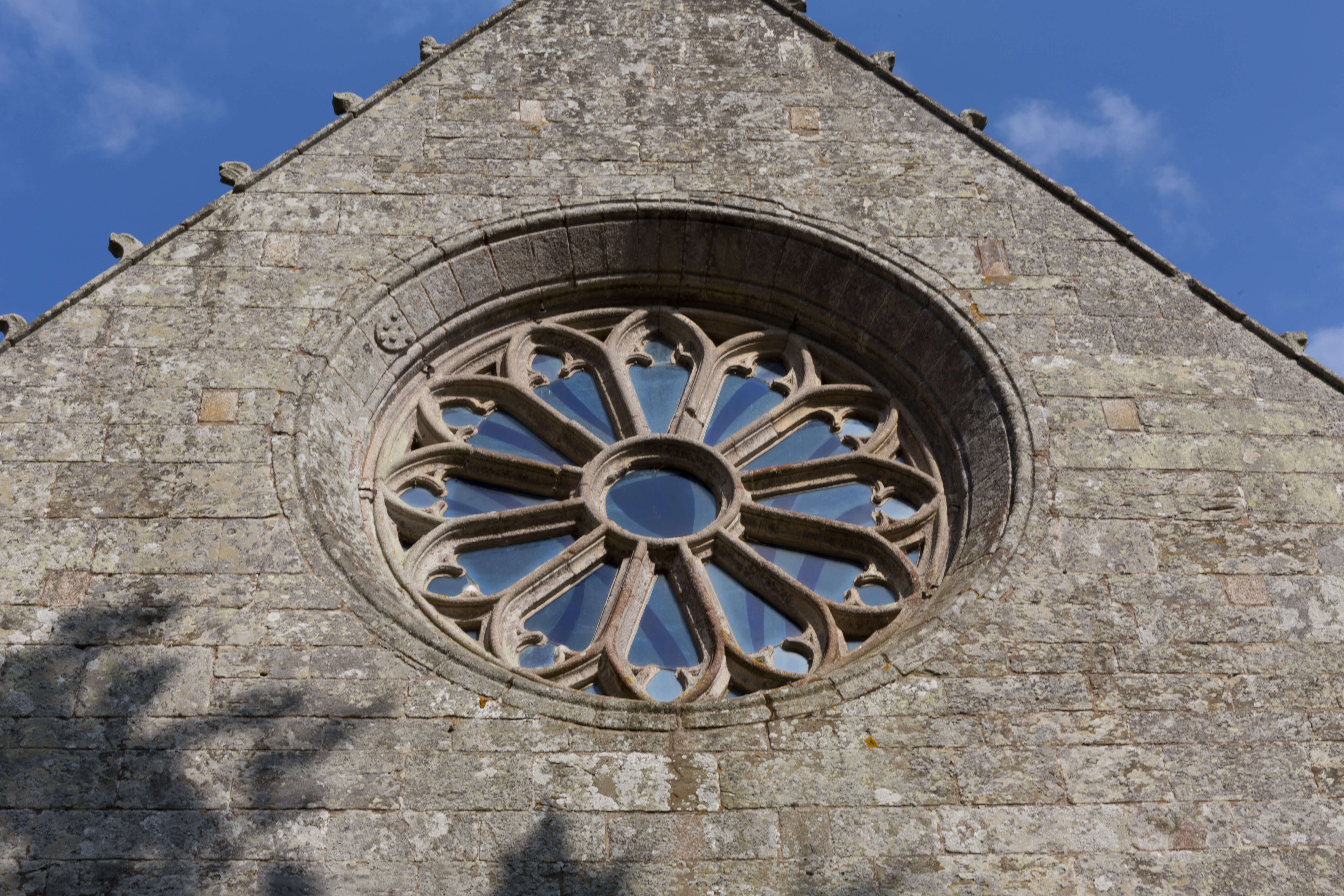
rosace
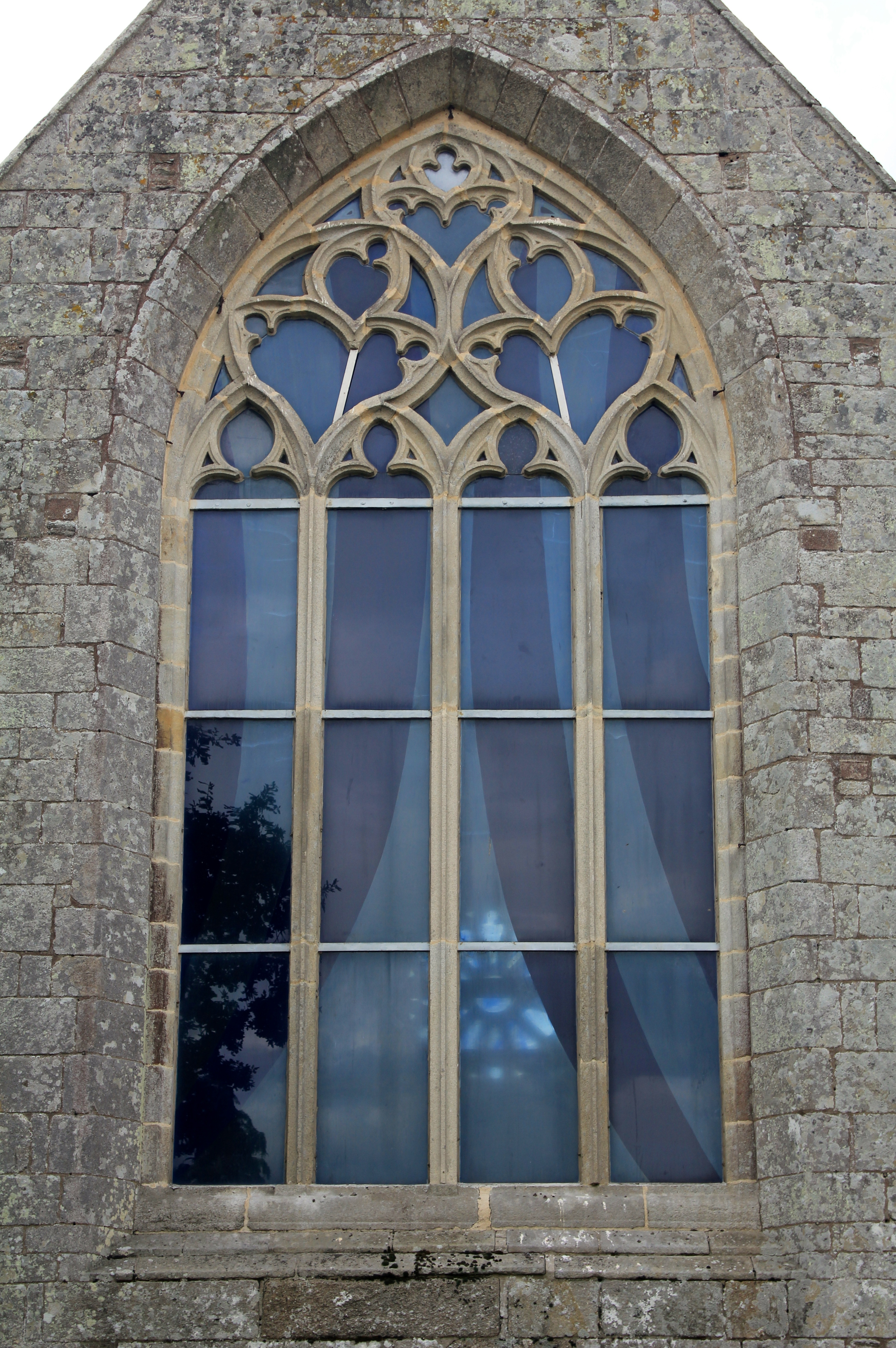
maitresse vitre
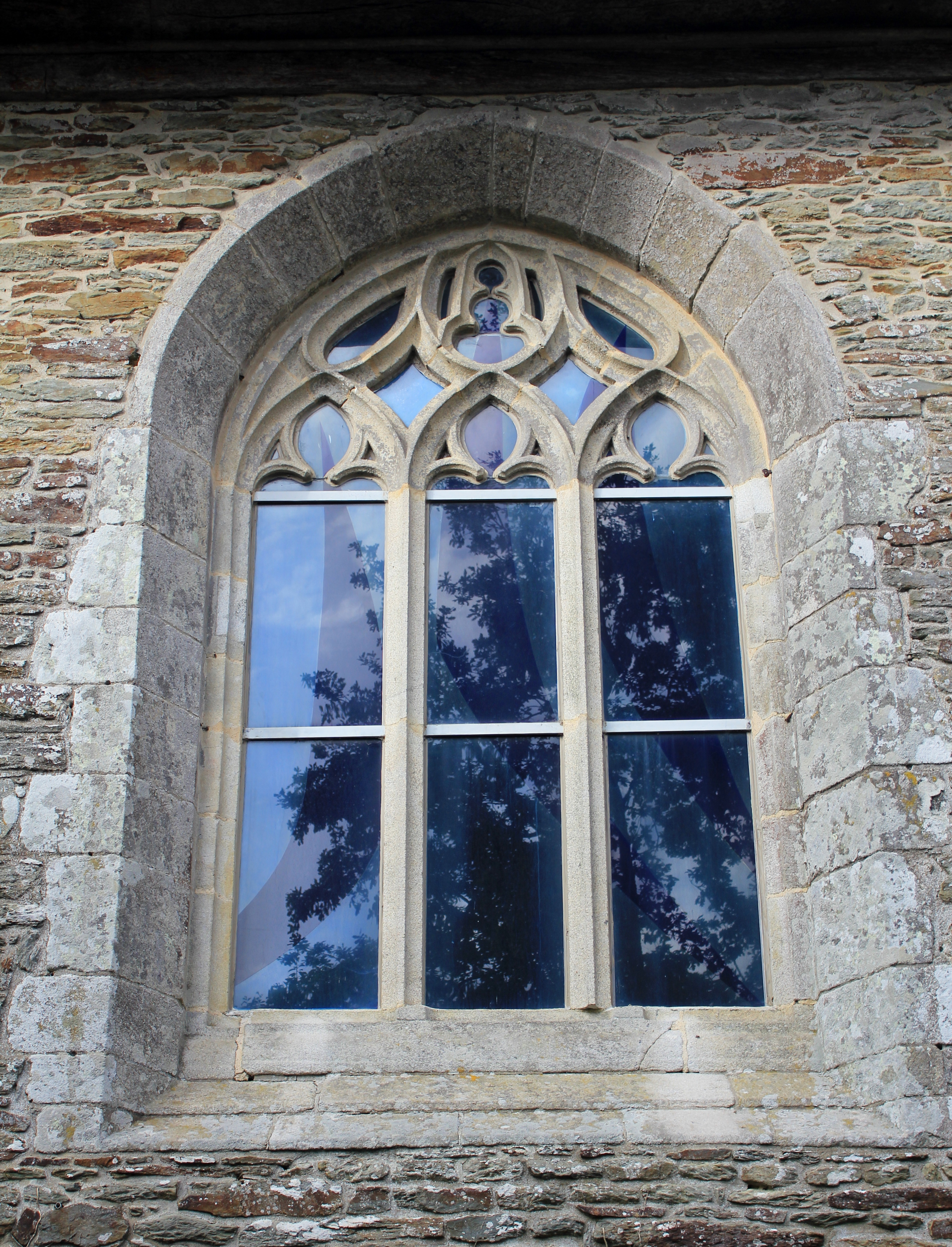
vitrail sud
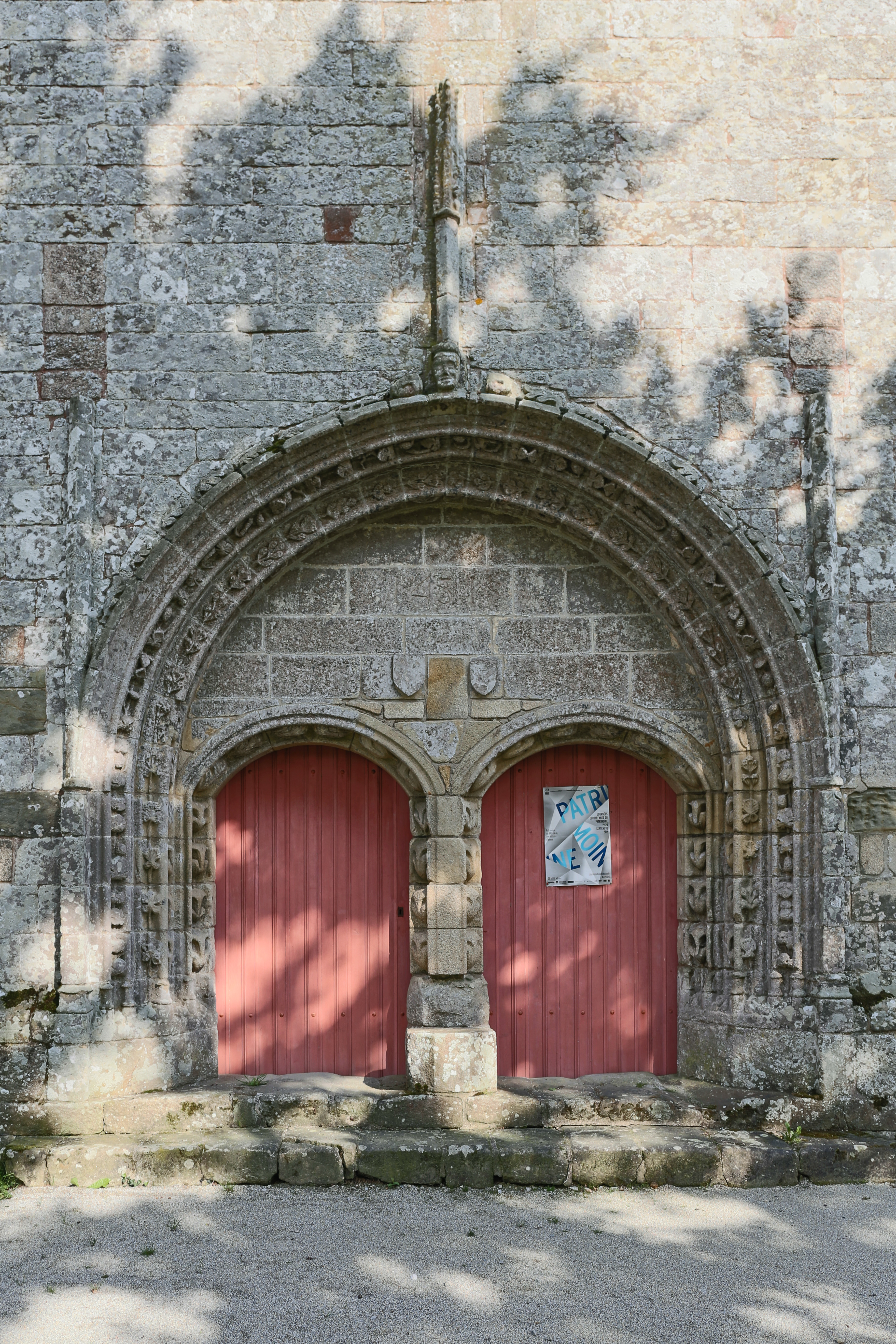
portail ouest